# Puchar Polski w piłce nożnej (1976/1977)
Puchar Polski w piłce nożnej mężczyzn w sezonie 1976/1977 – 23. edycja rozgrywek, mających na celu wyłonienie zdobywcy Pucharu Polski, który uzyska tym samym prawo gry w Pucharze Zdobywców Pucharów w sezonie 1977/78. Zwycięzcą rozgrywek zostało Zagłębie Sosnowiec, dla którego był to trzeci Puchar Polski w historii klubu. 
Mecz finałowy odbył się 21 lipca 1977 na Stadionie Śląskim w Chorzowie.

## I runda
| Drużyna 1                 | Wynik   | Drużyna 2              |
| ------------------------- | ------- | ---------------------- |
| Radomiak Radom            | 2:0     | Polonia Gdańsk         |
| Stomil Olsztyn            | 1:2     | Gwardia Warszawa       |
| RKS Grodziec              | 0:3     | Unia Oświęcim          |
| Garbarnia Kraków          | 0:1     | ROW 1964 II Rybnik     |
| Arkonia Szczecin          | 3:0     | Gwardia Koszalin       |
| Olimpia Kamienna Góra     | 3:1     | Concordia Knurów       |
| Kania Gostyń              | 3:1     | PTC Pabianice          |
| Olimpia Elbląg            | 4:0     | Polonia Poznań         |
| PKS Odra Wrocław          | 4:2     | Stal Kuźnia Raciborska |
| Czuwaj Przemyśl           | 2:0     | Motor Lublin           |
| Chemik Bydgoszcz          | 0:1     | Lechia Gdańsk          |
| Metal Kluczbork           | 2:3 pd. | Sparta Zabrze          |
| Hutnik II Nowa Huta       | 0:5     | Stal Stalowa Wola      |
| Wisła Płock               | 1:2 pd. | Orzeł Łódź             |
| BKS Bobrzanie Bolesławiec | 0:1     | Zastal Zielona Góra    |
| Avia Świdnik              | 2:0     | Jagiellonia Białystok  |

## 1/16 finału
Do rywalizacji dołączyły zespoły z I ligi.
| Drużyna 1             | Wynik          | Drużyna 2          |
| --------------------- | -------------- | ------------------ |
| Orzeł Łódź            | 2:0            | Ruch Chorzów       |
| Radomiak Radom        | 0:2            | Pogoń Szczecin     |
| Avia Świdnik          | 0:1            | Legia Warszawa     |
| Stal Stalowa Wola     | 0:3            | Stal Mielec        |
| Arkonia Szczecin      | 0:2            | Lech Poznań        |
| Kania Gostyń          | 0:6            | Zagłębie Sosnowiec |
| Unia Oświęcim         | 1:4            | GKS Tychy          |
| Gwardia Warszawa      | 0:1            | Widzew Łódź        |
| Sparta Zabrze         | 0:2            | Wisła Kraków       |
| Olimpia Kamienna Góra | 1:4            | ŁKS Łódź           |
| Zastal Zielona Góra   | 1:2            | Śląsk Wrocław      |
| PKS Odra Wrocław      | 2:3 pd.        | Polonia Bytom      |
| ROW 1964 II Rybnik    | 1:1 pd. k. 2:4 | Szombierki Bytom   |
| Czuwaj Przemyśl       | 0:2            | Stal Rzeszów       |
| Olimpia Elbląg        | 1:0 pd.        | ROW Rybnik         |
| Lechia Gdańsk         | 0:2 pd.        | Górnik Zabrze      |

## 1/8 finału
| Drużyna 1      | Wynik   | Drużyna 2          |
| -------------- | ------- | ------------------ |
| ŁKS Łódź       | 2:0     | Śląsk Wrocław      |
| Pogoń Szczecin | 0:2     | Zagłębie Sosnowiec |
| Orzeł Łódź     | 2:1     | Lech Poznań        |
| GKS Tychy      | 3:2     | Szombierki Bytom   |
| Polonia Bytom  | 3:1     | Widzew Łódź        |
| Olimpia Elbląg | 0:1 pd. | Wisła Kraków       |
| Stal Rzeszów   | 0:1     | Stal Mielec        |
| Górnik Zabrze  | 0:1     | Legia Warszawa     |

## Ćwierćfinały
| Drużyna 1          | Wynik | Drużyna 2     |
| ------------------ | ----- | ------------- |
| Orzeł Łódź         | 0:1   | Polonia Bytom |
| Legia Warszawa     | 2:1   | GKS Tychy     |
| Stal Mielec        | 4:1   | ŁKS Łódź      |
| Zagłębie Sosnowiec | 3:1   | Wisła Kraków  |

## Półfinały
| Drużyna 1          | Wynik | Drużyna 2      |
| ------------------ | ----- | -------------- |
| Zagłębie Sosnowiec | 1:0   | Stal Mielec    |
| Polonia Bytom      | 2:1   | Legia Warszawa |

## Finał
Spotkanie finałowe odbyło się 21 lipca 1977 na Stadionie Śląskim w Chorzowie. Frekwencja na stadionie wyniosła 30 000 widzów. Mecz sędziował Marian Kustoń z Poznania. Mecz zakończył się zwycięstwem Zagłębia 1:0 po bramce Zbigniewa Sączka w 56. minucie. 
| 21 lipca 1977 | Zagłębie Sosnowiec · Sączek 56' | 1:00:0Raport | Polonia Bytom | Stadion Śląski, Chorzów Widzów: 30 000 Sędzia: Marian Kustoń (Poznań) |
|               |                                 |              |               |                                                                       |

| ZAGŁĘBIE SOSNOWIEC |  |                     |  |     |
|                    |  |                     |  |     |
|                    |  |                     |  |     |
| BR                 |  | Zdzisław Kostrzewa  |  |     |
| OB                 |  | Jan Leszczyński     |  |     |
| OB                 |  | Eugeniusz Wieńcierz |  |     |
| OB                 |  | Jerzy Zarychta      |  |     |
| OB                 |  | Wojciech Rudy       |  |     |
| PO                 |  | Zbigniew Seweryn    |  |     |
| PO                 |  | Władysław Szaryński |  |     |
| PO                 |  | Zbigniew Sączek     |  |     |
| NA                 |  | Tadeusz Narbutowicz |  | 74' |
| NA                 |  | Włodzimierz Mazur   |  |     |
| NA                 |  | Jerzy Dworczyk      |  |     |
| Rezerwowi:         |  |                     |  |     |
| NA                 |  | Zdzisław Napieracz  |  | 74' |
| Trener:            |  |                     |  |     |
| Józef Gałeczka     |  |                     |  |     |

| POLONIA BYTOM |  |                 |
|               |  |                 |
| BR            |  | Hubert Chwolik  |
| OB            |  | Marek Cherjan   |
| OB            |  | Andrzej Król    |
| OB            |  | Jan Wrona       |
| OB            |  | Jan Górski      |
| PO            |  | Marian Grociak  |
| PO            |  | Ryszard Brysiak |
| PO            |  | Rudolf Golda    |
| NA            |  | Józef Rochnia   |
| NA            |  | Edward Lonka    |
| NA            |  | Tadeusz Olma    |
| Trener:       |  |                 |
| Jerzy Nikiel  |  |                 |

| Puchar Polski (1976/77)         |
| ------------------------------- |
| Zagłębie Sosnowiec Trzeci Tytuł |